# Schloss Lind (Maria Saal)

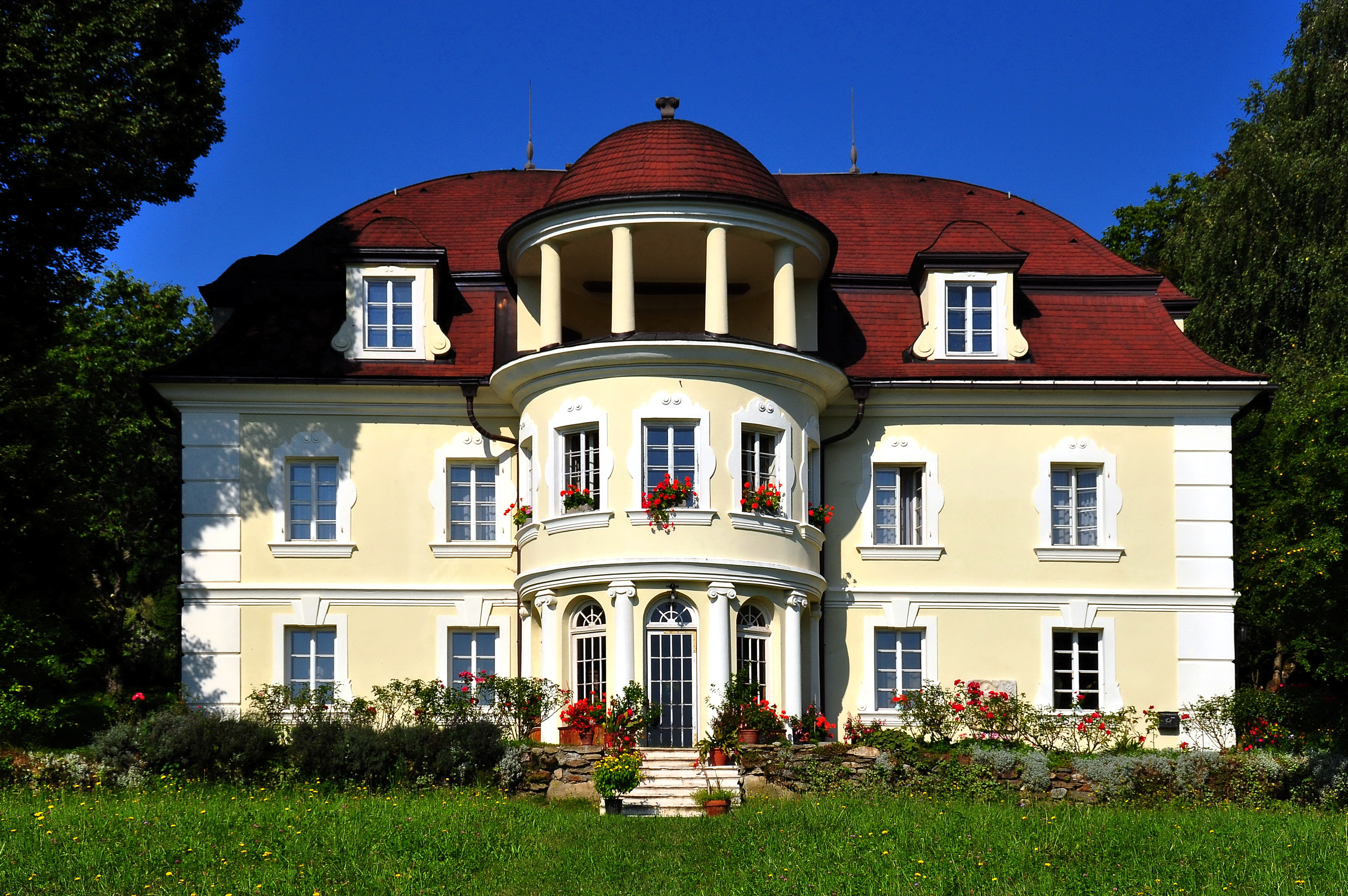
Schloss Lind (2009)

Schloss Lind in der Gemeinde Maria Saal geht auf ein herrschaftlich landgräfliches Gut auf ehemals herzoglichem Grund zurück. Zwischen 1143 und 1147 kam Lind als Schenkung an das Stift Viktring. Später stand das Anwesen lange Zeit im Besitz der Hallegger und ist heute in Privatbesitz.

## Beschreibung
Das Schloss stammt im Kern aus dem 16. Jahrhundert. Es hat ein ziegelgedecktes Zollingerdach und einen in der Mittelachse der Ostfassade angefügten, halbrunden, pavillonartigen Vorbau mit einer Säulenloggia in der Dachzone und einem flachen Kuppeldach von 1920. Die Innenräume besitzen Tonnengewölbe mit unregelmäßigen Stichkappen bzw. gratige Kreuzgewölbe. Das vierjochige Kreuzgratgewölbe in der Obergeschosslabn stammt aus dem 16. Jahrhundert.
An der Ostseite ist ein Relief eines römischen Grabbaus aus dem zweiten Jahrhundert nach Christus mit der Darstellung eines Opferdieners mit Krug und Opferserviette eingemauert. Seitlich befindet sich ein Lebensbaumrelief mit Delfinen.